# Interlands San Marinees voetbalelftal 2020-2029
Deze pagina toont een chronologisch en gedetailleerd overzicht van de interlands die het San Marinees voetbalelftal speelt en heeft gespeeld in de periode 2020 – 2029.

## Interlands

### 2020
|                                                                                     |                     |       |            |                                                                                        |
| 5 september UEFA Nations League Groep D2 № 169 «onderlinge duels» 15:00 uur (UTC+2) | Gibraltar           | 1 – 0 | San Marino | Victoriastadion, Gibraltar Toeschouwers: 0 Scheidsrechter: Aleksandrs Anufrijevs (LVA) |
| 5 september UEFA Nations League Groep D2 № 169 «onderlinge duels» 15:00 uur (UTC+2) | Graeme Torrilla 42' |       |            | Victoriastadion, Gibraltar Toeschouwers: 0 Scheidsrechter: Aleksandrs Anufrijevs (LVA) |

|                                                                                     |            |                                   |               |                                                                                      |
| 8 september UEFA Nations League Groep D2 № 170 «onderlinge duels» 20:45 uur (UTC+2) | San Marino | 0 – 2                             | Liechtenstein | Stadio Romeo Neri, Rimini (Italië) Toeschouwers: 0 Scheidsrechter: Enea Jorgji (ALB) |
| 8 september UEFA Nations League Groep D2 № 170 «onderlinge duels» 20:45 uur (UTC+2) |            | 3' Nicolas Hasler 14' Yanik Frick |               | Stadio Romeo Neri, Rimini (Italië) Toeschouwers: 0 Scheidsrechter: Enea Jorgji (ALB) |

|                                                                        |                                                                                 |       |            |                                                                                      |
| 7 oktober Vriendschappelijk № 171 «onderlinge duels» 20:45 uur (UTC+2) | Slovenië                                                                        | 4 – 0 | San Marino | Stožicestadion, Ljubljana Toeschouwers: 500 Scheidsrechter: Sebastian Gishamer (AUT) |
| 7 oktober Vriendschappelijk № 171 «onderlinge duels» 20:45 uur (UTC+2) | Nemanja Mitrovič 17' Haris Vučkić 25' (pen.) Nemanja Mitrovič 42' Rajko Rep 48' |       |            | Stožicestadion, Ljubljana Toeschouwers: 500 Scheidsrechter: Sebastian Gishamer (AUT) |

|                                                                                    |               |       |            |                                                                                  |
| 13 oktober UEFA Nations League Groep D2 № 172 «onderlinge duels» 20:45 uur (UTC+2) | Liechtenstein | 0 – 0 | San Marino | Rheinparkstadion, Vaduz Toeschouwers: 178 Scheidsrechter: Jørgen Burchardt (DEN) |
| 13 oktober UEFA Nations League Groep D2 № 172 «onderlinge duels» 20:45 uur (UTC+2) |               |       |            | Rheinparkstadion, Vaduz Toeschouwers: 178 Scheidsrechter: Jørgen Burchardt (DEN) |

|                                                                          |            |                                                                               |         |                                                                                 |
| 11 november Vriendschappelijk № 173 «onderlinge duels» 18:00 uur (UTC+1) | San Marino | 0 – 3                                                                         | Letland | Stadio Olimpico, Serravalle Toeschouwers: 0 Scheidsrechter: Fabio Maresca (ITA) |
| 11 november Vriendschappelijk № 173 «onderlinge duels» 18:00 uur (UTC+1) |            | 32' (e.d.) Cristian Brolli 71' Kaspars Dubra 78' (pen.) Vladislavs Gutkovskis |         | Stadio Olimpico, Serravalle Toeschouwers: 0 Scheidsrechter: Fabio Maresca (ITA) |

|                                                                                     |            |       |           |                                                                                    |
| 14 november UEFA Nations League Groep D2 № 174 «onderlinge duels» 15:00 uur (UTC+1) | San Marino | 0 – 0 | Gibraltar | Stadio Olimpico, Serravalle Toeschouwers: 0 Scheidsrechter: Kateryna Monzoel (UKR) |
| 14 november UEFA Nations League Groep D2 № 174 «onderlinge duels» 15:00 uur (UTC+1) |            |       |           | Stadio Olimpico, Serravalle Toeschouwers: 0 Scheidsrechter: Kateryna Monzoel (UKR) |

### 2021
|                                                                           | |       |            |                                                                               |
| 25 maart WK-kwalificatie Groep I № 175 «onderlinge duels» 19:45 uur (UTC) | Engeland | 5 – 0 | San Marino | Wembley Stadium, Londen Toeschouwers: 0 Scheidsrechter: Kirill Levnikov (RUS) |
| 25 maart WK-kwalificatie Groep I № 175 «onderlinge duels» 19:45 uur (UTC) | James Ward-Prowse 14' Dominic Calvert-Lewin 21' Raheem Sterling 31' Dominic Calvert-Lewin 53' Ollie Watkins 83' |       |            | Wembley Stadium, Londen Toeschouwers: 0 Scheidsrechter: Kirill Levnikov (RUS) |

|                                                                             |            |                                                                     |           |                                                                              |
| 28 maart WK-kwalificatie Groep I № 176 «onderlinge duels» 20:45 uur (UTC+2) | San Marino | 0 – 3                                                               | Hongarije | Stadio Olimpico, Serravalle Toeschouwers: 0 Scheidsrechter: Nick Walsh (SCO) |
| 28 maart WK-kwalificatie Groep I № 176 «onderlinge duels» 20:45 uur (UTC+2) |            | 13' (pen.) Ádám Szalai 71' Roland Sallai 88' (pen.) Nemanja Nikolić |           | Stadio Olimpico, Serravalle Toeschouwers: 0 Scheidsrechter: Nick Walsh (SCO) |

|                                                                             |            |                               |         |                                                                                  |
| 31 maart WK-kwalificatie Groep I № 177 «onderlinge duels» 20:45 uur (UTC+2) | San Marino | 0 – 2                         | Albanië | Stadio Olimpico, Serravalle Toeschouwers: 0 Scheidsrechter: Kai Erik Steen (NOR) |
| 31 maart WK-kwalificatie Groep I № 177 «onderlinge duels» 20:45 uur (UTC+2) |            | 63' Rey Manaj 85' Myrto Uzuni |         | Stadio Olimpico, Serravalle Toeschouwers: 0 Scheidsrechter: Kai Erik Steen (NOR) |

|                                                                     | |       |            |                                                                                      |
| 28 mei Vriendschappelijk № 178 «onderlinge duels» 20:45 uur (UTC+2) | Italië | 7 – 0 | San Marino | Sardegna Arena, Cagliari Toeschouwers: 0 Scheidsrechter: Trustin Farrugia Cann (MLT) |
| 28 mei Vriendschappelijk № 178 «onderlinge duels» 20:45 uur (UTC+2) | Federico Bernardeschi 32' Gian Marco Ferrari 34' Matteo Politano 49' Andrea Belotti 67' Matteo Pessina 75' Matteo Politano 77' Matteo Pessina 87' |       |            | Sardegna Arena, Cagliari Toeschouwers: 0 Scheidsrechter: Trustin Farrugia Cann (MLT) |

|                                                                     |                                                                       |       |                     |                                                                                        |
| 1 juni Vriendschappelijk № 179 «onderlinge duels» 18:00 uur (UTC+2) | Kosovo                                                                | 4 – 1 | San Marino          | Fadil Vokrristadion, Pristina Toeschouwers: 0 Scheidsrechter: Yaşar Kemal Uğurlu (TUR) |
| 1 juni Vriendschappelijk № 179 «onderlinge duels» 18:00 uur (UTC+2) | Vedat Muriqi 28' Vedat Muriqi 45+1' Vedat Muriqi 46' Vedat Muriqi 76' |       | 85' David Tomassini | Fadil Vokrristadion, Pristina Toeschouwers: 0 Scheidsrechter: Yaşar Kemal Uğurlu (TUR) |

|                                                                                |                               |       |            | |
| 2 september WK-kwalificatie Groep I № 180 «onderlinge duels» 20:45 uur (UTC+2) | Andorra                       | 2 – 0 | San Marino | Estadi Nacional, Andorra la Vella Toeschouwers: 1.400 Scheidsrechter: Jakob Kehlet (DEN) Video-assistent: Daniel Siebert (GER) |
| 2 september WK-kwalificatie Groep I № 180 «onderlinge duels» 20:45 uur (UTC+2) | Marc Vales 18' Marc Vales 24' |       |            | Estadi Nacional, Andorra la Vella Toeschouwers: 1.400 Scheidsrechter: Jakob Kehlet (DEN) Video-assistent: Daniel Siebert (GER) |

|                                                                                |                  |       | | |
| 5 september WK-kwalificatie Groep I № 181 «onderlinge duels» 20:45 uur (UTC+2) | San Marino       | 1 – 7 | Polen | Stadio Olimpico, Serravalle Toeschouwers: 500 Scheidsrechter: Mattias Gestranius (FIN) Video-assistent: Jochem Kamphuis (NED) |
| 5 september WK-kwalificatie Groep I № 181 «onderlinge duels» 20:45 uur (UTC+2) | Nicola Nanni 48' |       | 5' Robert Lewandowski 16' Karol Świderski 21' Robert Lewandowski 44' Karol Linetty 67' Adam Buksa 90+2' Adam Buksa 90+4' Adam Buksa | Stadio Olimpico, Serravalle Toeschouwers: 500 Scheidsrechter: Mattias Gestranius (FIN) Video-assistent: Jochem Kamphuis (NED) |

|                                                                                |                                                                                 |       |            | |
| 8 september WK-kwalificatie Groep I № 182 «onderlinge duels» 20:45 uur (UTC+2) | Albanië                                                                         | 5 – 0 | San Marino | Elbasan Arena, Elbasan Toeschouwers: 3.850 Scheidsrechter: Lukas Fähndrich (SUI) Video-assistent: Fedayi San (SUI) |
| 8 september WK-kwalificatie Groep I № 182 «onderlinge duels» 20:45 uur (UTC+2) | Rey Manaj 32' Qazim Laçi 58' Armando Broja 61' Elseid Hysaj 68' Myrto Uzuni 80' |       |            | Elbasan Arena, Elbasan Toeschouwers: 3.850 Scheidsrechter: Lukas Fähndrich (SUI) Video-assistent: Fedayi San (SUI) |

|                                                                              | |       |            | |
| 9 oktober WK-kwalificatie Groep I № 183 «onderlinge duels» 20:45 uur (UTC+2) | Polen | 5 – 0 | San Marino | Nationaal Stadion, Warschau Toeschouwers: 56.128 Scheidsrechter: Fran Jović (CRO) Video-assistent: Mario Zebec (CRO) |
| 9 oktober WK-kwalificatie Groep I № 183 «onderlinge duels» 20:45 uur (UTC+2) | Karol Świderski 10' Cristian Brolli 20' (e.d.) Tomasz Kędziora 50' Adam Buksa 84' Krzysztof Piątek 90+1' |       |            | Nationaal Stadion, Warschau Toeschouwers: 56.128 Scheidsrechter: Fran Jović (CRO) Video-assistent: Mario Zebec (CRO) |

|                                                                               |            |                                                      |         | |
| 12 oktober WK-kwalificatie Groep I № 184 «onderlinge duels» 20:45 uur (UTC+2) | San Marino | 0 – 3                                                | Andorra | Stadio Olimpico, Serravalle Toeschouwers: 243 Scheidsrechter: Halil Umut Meler (TUR) Video-assistent: Ali Palabıyık (TUR) |
| 12 oktober WK-kwalificatie Groep I № 184 «onderlinge duels» 20:45 uur (UTC+2) |            | 10' Marc Pujol 55' Sergi Moreno 89' Ricard Fernández |         | Stadio Olimpico, Serravalle Toeschouwers: 243 Scheidsrechter: Halil Umut Meler (TUR) Video-assistent: Ali Palabıyık (TUR) |

|                                                                                |                                                                                  |       |            | |
| 12 november WK-kwalificatie Groep I № 185 «onderlinge duels» 20:45 uur (UTC+1) | Hongarije                                                                        | 4 – 0 | San Marino | Puskás Aréna, Boedapest Toeschouwers: 12.800 Scheidsrechter: Filip Glova (SVK) Video-assistent: Fedayi San (SUI) |
| 12 november WK-kwalificatie Groep I № 185 «onderlinge duels» 20:45 uur (UTC+1) | Dominik Szoboszlai 6' Dániel Gazdag 22' Dominik Szoboszlai 83' Bálint Vécsei 88' |       |            | Puskás Aréna, Boedapest Toeschouwers: 12.800 Scheidsrechter: Filip Glova (SVK) Video-assistent: Fedayi San (SUI) |

|                                                                                |            | |          | |
| 15 november WK-kwalificatie Groep I № 186 «onderlinge duels» 20:45 uur (UTC+1) | San Marino | 0 – 10 | Engeland | Stadio Olimpico, Serravalle Toeschouwers: 2.775 Scheidsrechter: Rade Obrenovič (SVN) Video-assistent: Slavko Vinčić (SVN) |
| 15 november WK-kwalificatie Groep I № 186 «onderlinge duels» 20:45 uur (UTC+1) |            | 6' Harry Maguire 15' (e.d.) Filippo Fabbri 27' (pen.) Harry Kane 32' Harry Kane 39' (pen.) Harry Kane 42' Harry Kane 58' Emile Smith Rowe 69' Tyrone Mings 78' Tammy Abraham 79' Bukayo Saka |          | Stadio Olimpico, Serravalle Toeschouwers: 2.775 Scheidsrechter: Rade Obrenovič (SVN) Video-assistent: Slavko Vinčić (SVN) |

### 2022
|                                                                       |                    |       |                                                 |                                                                                   |
| 25 maart Vriendschappelijk № 187 «onderlinge duels» 20:45 uur (UTC+1) | San Marino         | 1 – 2 | Litouwen                                        | Stadio Olimpico, Serravalle Toeschouwers: 580 Scheidsrechter: Deniz Aytekin (GER) |
| 25 maart Vriendschappelijk № 187 «onderlinge duels» 20:45 uur (UTC+1) | Filippo Fabbri 62' |       | 13' Augustinas Klimavičius 27' Linas Mėgelaitis | Stadio Olimpico, Serravalle Toeschouwers: 580 Scheidsrechter: Deniz Aytekin (GER) |

|                                                                       |            |                                     |            | |
| 28 maart Vriendschappelijk № 188 «onderlinge duels» 17:00 uur (UTC+2) | San Marino | 0 – 2                               | Kaapverdië | Pinatar Arena, San Pedro del Pinatar Toeschouwers: onb. Scheidsrechter: Guillermo Cuadra Fernández (ESP) |
| 28 maart Vriendschappelijk № 188 «onderlinge duels» 17:00 uur (UTC+2) |            | 18' Kenny Rocha Santos 57' Papalélé |            | Pinatar Arena, San Pedro del Pinatar Toeschouwers: onb. Scheidsrechter: Guillermo Cuadra Fernández (ESP) |

|                                                                                |                                  |       |            | |
| 2 juni UEFA Nations League Groep D2 № 189 «onderlinge duels» 19:00 uur (UTC+3) | Estland                          | 2 – 0 | San Marino | A. Le Coq Arena, Tallinn Toeschouwers: 3.533 Scheidsrechter: Ioannis Papadopoulos (GRE) Video-assistent: Agelos Evangelou (GRE) |
| 2 juni UEFA Nations League Groep D2 № 189 «onderlinge duels» 19:00 uur (UTC+3) | Robert Kirss 24' Joonas Tamm 32' |       |            | A. Le Coq Arena, Tallinn Toeschouwers: 3.533 Scheidsrechter: Ioannis Papadopoulos (GRE) Video-assistent: Agelos Evangelou (GRE) |

|                                                                                |            |                                          |       | |
| 5 juni UEFA Nations League Groep D2 № 190 «onderlinge duels» 15:00 uur (UTC+2) | San Marino | 0 – 2                                    | Malta | Stadio Olimpico, Serravalle Toeschouwers: 558 Scheidsrechter: Aliyar Ağayev (AZE) Video-assistent: César Soto Grado (ESP) |
| 5 juni UEFA Nations League Groep D2 № 190 «onderlinge duels» 15:00 uur (UTC+2) |            | 59' Jan Busuttil 75' Matthew Guillaumier |       | Stadio Olimpico, Serravalle Toeschouwers: 558 Scheidsrechter: Aliyar Ağayev (AZE) Video-assistent: César Soto Grado (ESP) |

|                                                                     |            |                          |         |                                                                                    |
| 9 juni Vriendschappelijk № 191 «onderlinge duels» 20:45 uur (UTC+2) | San Marino | 0 – 1                    | IJsland | Stadio Olimpico, Serravalle Toeschouwers: 293 Scheidsrechter: Michael Fabbri (ITA) |
| 9 juni Vriendschappelijk № 191 «onderlinge duels» 20:45 uur (UTC+2) |            | 11' Aron Elís Þrándarson |         | Stadio Olimpico, Serravalle Toeschouwers: 293 Scheidsrechter: Michael Fabbri (ITA) |

|                                                                                 |                 |       |            | |
| 12 juni UEFA Nations League Groep D2 № 192 «onderlinge duels» 20:45 uur (UTC+2) | Malta           | 1 – 0 | San Marino | Ta' Qalistadion, Ta' Qali Toeschouwers: 2.646 Scheidsrechter: Dennis Higler (NED) Video-assistent: Jeroen Manschot (NED) |
| 12 juni UEFA Nations League Groep D2 № 192 «onderlinge duels» 20:45 uur (UTC+2) | Zach Muscat 50' |       |            | Ta' Qalistadion, Ta' Qali Toeschouwers: 2.646 Scheidsrechter: Dennis Higler (NED) Video-assistent: Jeroen Manschot (NED) |

|                                                                           |            |       |            |                                                                                 |
| 21 september Vriendschappelijk № 193 «onderlinge duels» 20:45 uur (UTC+2) | San Marino | 0 – 0 | Seychellen | Stadio Olimpico, Serravalle Toeschouwers: 367 Scheidsrechter: David Šmajc (SVN) |
| 21 september Vriendschappelijk № 193 «onderlinge duels» 20:45 uur (UTC+2) |            |       |            | Stadio Olimpico, Serravalle Toeschouwers: 367 Scheidsrechter: David Šmajc (SVN) |

|                                                                                      |            |                                                                      |         | |
| 26 september UEFA Nations League Groep D2 № 194 «onderlinge duels» 20:45 uur (UTC+2) | San Marino | 0 – 4                                                                | Estland | Stadio Olimpico, Serravalle Toeschouwers: 608 Scheidsrechter: Kateryna Monzoel (UKR) Video-assistent: Dennis Higler (NED) |
| 26 september UEFA Nations League Groep D2 № 194 «onderlinge duels» 20:45 uur (UTC+2) |            | 38' Henri Anier 56' Taijo Teniste 66' Rauno Sappinen 79' Henri Anier |         | Stadio Olimpico, Serravalle Toeschouwers: 608 Scheidsrechter: Kateryna Monzoel (UKR) Video-assistent: Dennis Higler (NED) |

|                                                                          |                          |       |                       |                                                                                             |
| 17 november Vriendschappelijk № 195 «onderlinge duels» 18:00 uur (UTC−4) | Saint Lucia              | 1 – 1 | San Marino            | Daren Sammy Cricket Ground, Gros Islet Toeschouwers: 750 Scheidsrechter: Moeth Gaymes (VIN) |
| 17 november Vriendschappelijk № 195 «onderlinge duels» 18:00 uur (UTC−4) | Donovan Jn. Baptiste 30' |       | 90+3' Lorenzo Lazzari | Daren Sammy Cricket Ground, Gros Islet Toeschouwers: 750 Scheidsrechter: Moeth Gaymes (VIN) |

|                                                                          |                           |       |            |                                                                                             |
| 20 november Vriendschappelijk № 196 «onderlinge duels» 16:00 uur (UTC−4) | Saint Lucia               | 1 – 0 | San Marino | Daren Sammy Cricket Ground, Gros Islet Toeschouwers: 3.723 Scheidsrechter: Reon Radix (GRN) |
| 20 november Vriendschappelijk № 196 «onderlinge duels» 16:00 uur (UTC−4) | Kurt Frederick 69' (pen.) |       |            | Daren Sammy Cricket Ground, Gros Islet Toeschouwers: 3.723 Scheidsrechter: Reon Radix (GRN) |

### 2023
|                                                                             |            |                                   |               | |
| 23 maart EK-kwalificatie Groep H № 197 «onderlinge duels» 20:45 uur (UTC+1) | San Marino | 0 – 2                             | Noord-Ierland | Stadio Olimpico, Serravalle Toeschouwers: 2.099 Scheidsrechter: Gergő Bogár (HUN) Video-assistent: Tamás Bognár (HUN) |
| 23 maart EK-kwalificatie Groep H № 197 «onderlinge duels» 20:45 uur (UTC+1) |            | 24' Dion Charles 55' Dion Charles |               | Stadio Olimpico, Serravalle Toeschouwers: 2.099 Scheidsrechter: Gergő Bogár (HUN) Video-assistent: Tamás Bognár (HUN) |

|                                                                             |                                               |       |            | |
| 26 maart EK-kwalificatie Groep H № 198 «onderlinge duels» 18:00 uur (UTC+2) | Slovenië                                      | 2 – 0 | San Marino | Stožicestadion, Ljubljana Toeschouwers: 10.282 Scheidsrechter: Nathan Verboomen (BEL) Video-assistent: Lawrence Visser (BEL) |
| 26 maart EK-kwalificatie Groep H № 198 «onderlinge duels» 18:00 uur (UTC+2) | Benjamin Šeško 56' Roberto Di Maio 60' (e.d.) |       |            | Stožicestadion, Ljubljana Toeschouwers: 10.282 Scheidsrechter: Nathan Verboomen (BEL) Video-assistent: Lawrence Visser (BEL) |

|                                                                            |            |                                                                              |            | |
| 16 juni EK-kwalificatie Groep H № 199 «onderlinge duels» 20:45 uur (UTC+2) | San Marino | 0 – 3                                                                        | Kazachstan | Stadio Ennio Tardini, Parma (Italië) Toeschouwers: 528 Scheidsrechter: Anastasios Papapetrou (GRE) Video-assistent: Agelos Evangelou (GRE) |
| 16 juni EK-kwalificatie Groep H № 199 «onderlinge duels» 20:45 uur (UTC+2) |            | 37' Jan Vorogovskij 64' (pen.) Aschat Tagybergen 90+5' Baktijar Zainoetdinov |            | Stadio Ennio Tardini, Parma (Italië) Toeschouwers: 528 Scheidsrechter: Anastasios Papapetrou (GRE) Video-assistent: Agelos Evangelou (GRE) |

|                                                                            | |       |            | |
| 19 juni EK-kwalificatie Groep H № 200 «onderlinge duels» 19:00 uur (UTC+3) | Finland | 6 – 0 | San Marino | Olympisch Stadion, Helsinki Toeschouwers: 32.812 Scheidsrechter: Genc Nuza (KOS) Video-assistent: Ivan Bebek (CRO) |
| 19 juni EK-kwalificatie Groep H № 200 «onderlinge duels» 19:00 uur (UTC+3) | Glen Kamara 16' Benjamin Källman 39' Daniel Håkans 65' Daniel Håkans 72' Daniel Håkans 74' Teemu Pukki 76' |       |            | Olympisch Stadion, Helsinki Toeschouwers: 32.812 Scheidsrechter: Genc Nuza (KOS) Video-assistent: Ivan Bebek (CRO) |

|                                                                                |                                                                                   |       |            | |
| 7 september EK-kwalificatie Groep H № 201 «onderlinge duels» 20:45 uur (UTC+2) | Denemarken                                                                        | 4 – 0 | San Marino | Parken, Kopenhagen Toeschouwers: 36.262 Scheidsrechter: Vitālijs Spasjoņņikovs (LVA) Video-assistent: Andris Treimanis (LVA) |
| 7 september EK-kwalificatie Groep H № 201 «onderlinge duels» 20:45 uur (UTC+2) | Pierre-Emile Højbjerg 26' Joakim Mæhle 28' Jonas Wind 40' Christian Eriksen 90+3' |       |            | Parken, Kopenhagen Toeschouwers: 36.262 Scheidsrechter: Vitālijs Spasjoņņikovs (LVA) Video-assistent: Andris Treimanis (LVA) |

|                                                                                 |            |                                                                   |          | |
| 10 september EK-kwalificatie Groep H № 202 «onderlinge duels» 20:45 uur (UTC+2) | San Marino | 0 – 4                                                             | Slovenië | Stadio Olimpico, Serravalle Toeschouwers: 844 Scheidsrechter: Mykola Balakin (UKR) Video-assistent: Paweł Pskit (POL) |
| 10 september EK-kwalificatie Groep H № 202 «onderlinge duels» 20:45 uur (UTC+2) |            | 4' Žan Vipotnik 16' Jan Mlakar 61' Sandi Lovrić 67' Žan Karničnik |          | Stadio Olimpico, Serravalle Toeschouwers: 844 Scheidsrechter: Mykola Balakin (UKR) Video-assistent: Paweł Pskit (POL) |

|                                                                               |                                                     |       |            | |
| 14 oktober EK-kwalificatie Groep H № 203 «onderlinge duels» 14:00 uur (UTC+1) | Noord-Ierland                                       | 3 – 0 | San Marino | Windsor Park, Belfast Toeschouwers: 17.886 Scheidsrechter: Bram Van Driessche (BEL) Video-assistent: Jan Boterberg (BEL) |
| 14 oktober EK-kwalificatie Groep H № 203 «onderlinge duels» 14:00 uur (UTC+1) | Paul Smyth 5' Josh Magennis 11' Conor McMenamin 81' |       |            | Windsor Park, Belfast Toeschouwers: 17.886 Scheidsrechter: Bram Van Driessche (BEL) Video-assistent: Jan Boterberg (BEL) |

|                                                                               |                          |       |                                       | |
| 17 oktober EK-kwalificatie Groep H № 204 «onderlinge duels» 20:45 uur (UTC+2) | San Marino               | 1 – 2 | Denemarken                            | Stadio Olimpico, Serravalle Toeschouwers: 2.984 Scheidsrechter: Viktor Kopiievsky (UKR) Video-assistent: Fedayi San (SUI) |
| 17 oktober EK-kwalificatie Groep H № 204 «onderlinge duels» 20:45 uur (UTC+2) | Alessandro Golinucci 61' |       | 42' Rasmus Højlund 70' Yussuf Poulsen | Stadio Olimpico, Serravalle Toeschouwers: 2.984 Scheidsrechter: Viktor Kopiievsky (UKR) Video-assistent: Fedayi San (SUI) |

|                                                                                |                                                                      |       |                      | |
| 17 november EK-kwalificatie Groep H № 205 «onderlinge duels» 20:00 uur (UTC+6) | Kazachstan                                                           | 3 – 1 | San Marino           | Astana Arena, Astana Toeschouwers: 30.100 Scheidsrechter: Harald Lechner (AUT) Video-assistent: Christian-Petru Ciochirca (AUT) |
| 17 november EK-kwalificatie Groep H № 205 «onderlinge duels» 20:00 uur (UTC+6) | Islam Tsjesnokov 19' Islam Tsjesnokov 51' Abat Ajmbetov 90+2' (pen.) |       | 60' Simone Franciosi | Astana Arena, Astana Toeschouwers: 30.100 Scheidsrechter: Harald Lechner (AUT) Video-assistent: Christian-Petru Ciochirca (AUT) |

|                                                                                |                              |       |                               | |
| 20 november EK-kwalificatie Groep H № 206 «onderlinge duels» 20:45 uur (UTC+1) | San Marino                   | 1 – 2 | Finland                       | Stadio Olimpico, Serravalle Toeschouwers: 1.427 Scheidsrechter: Manfredas Lukjančukas (LTU) Video-assistent: Jochem Kamphuis (NED) |
| 20 november EK-kwalificatie Groep H № 206 «onderlinge duels» 20:45 uur (UTC+1) | Filippo Berardi 90+7' (pen.) |       | 50' Pyry Soiri 58' Pyry Soiri | Stadio Olimpico, Serravalle Toeschouwers: 1.427 Scheidsrechter: Manfredas Lukjančukas (LTU) Video-assistent: Jochem Kamphuis (NED) |

### 2024
|                                                                       |                            |       |                                                          |                                                                                     |
| 20 maart Vriendschappelijk № 207 «onderlinge duels» 20:45 uur (UTC+1) | San Marino                 | 1 – 3 | Saint Kitts en Nevis                                     | Stadio Olimpico, Serravalle Toeschouwers: 622 Scheidsrechter: Deborah Bianchi (ITA) |
| 20 maart Vriendschappelijk № 207 «onderlinge duels» 20:45 uur (UTC+1) | Filippo Berardi 21' (pen.) |       | 31' Tyquan Terrell 45' Andre Burley 49' Harry Panayiotou | Stadio Olimpico, Serravalle Toeschouwers: 622 Scheidsrechter: Deborah Bianchi (ITA) |

|                                                                       |            |       |                      |                                                                                         |
| 24 maart Vriendschappelijk № 208 «onderlinge duels» 20:45 uur (UTC+1) | San Marino | 0 – 0 | Saint Kitts en Nevis | Stadio Olimpico, Serravalle Toeschouwers: 473 Scheidsrechter: Désirée Grundbacher (SUI) |
| 24 maart Vriendschappelijk № 208 «onderlinge duels» 20:45 uur (UTC+1) |            |       |                      | Stadio Olimpico, Serravalle Toeschouwers: 473 Scheidsrechter: Désirée Grundbacher (SUI) |

|                                                                     |                                                                     |       |            | |
| 5 juni Vriendschappelijk № 209 «onderlinge duels» 18:00 uur (UTC+2) | Slowakije                                                           | 4 – 0 | San Marino | Stadion Wiener Neustadt, Wiener Neustadt Toeschouwers: 452 Scheidsrechter: Julian Weinberger (AUT) |
| 5 juni Vriendschappelijk № 209 «onderlinge duels» 18:00 uur (UTC+2) | Tomáš Rigo 8' Tomáš Suslov 10' Lukáš Haraslín 36' David Strelec 58' |       |            | Stadion Wiener Neustadt, Wiener Neustadt Toeschouwers: 452 Scheidsrechter: Julian Weinberger (AUT) |

|                                                                      |                     |       |                                                                                            |                                                                                     |
| 11 juni Vriendschappelijk № 210 «onderlinge duels» 18:00 uur (UTC+2) | San Marino          | 1 – 4 | Cyprus                                                                                     | Stadio Olimpico, Serravalle Toeschouwers: 358 Scheidsrechter: Ishmael Barbara (MLT) |
| 11 juni Vriendschappelijk № 210 «onderlinge duels» 18:00 uur (UTC+2) | Simone Giocondi 81' |       | 45+2' Giannis Satsias 53' Grigoris Kastanos 54' Grigoris Kastanos 83' Andronikos Kakoullis | Stadio Olimpico, Serravalle Toeschouwers: 358 Scheidsrechter: Ishmael Barbara (MLT) |

|                                                                                     |                   |       |               | |
| 5 september UEFA Nations League Groep D1 № 211 «onderlinge duels» 20:45 uur (UTC+2) | San Marino        | 1 – 0 | Liechtenstein | Stadio Olimpico, Serravalle Toeschouwers: 914 Scheidsrechter: Andris Treimanis (LVA) Video-assistent: Kristaps Ratnieks (LVA) |
| 5 september UEFA Nations League Groep D1 № 211 «onderlinge duels» 20:45 uur (UTC+2) | Nicko Sensoli 53' |       |               | Stadio Olimpico, Serravalle Toeschouwers: 914 Scheidsrechter: Andris Treimanis (LVA) Video-assistent: Kristaps Ratnieks (LVA) |

|                                                                           |                |       |            |                                                                                   |
| 10 september Vriendschappelijk № 212 «onderlinge duels» 19:00 uur (UTC+3) | Moldavië       | 1 – 0 | San Marino | Zimbrustadion, Chisinau Toeschouwers: 4.742 Scheidsrechter: Dmytro Koebrjak (UKR) |
| 10 september Vriendschappelijk № 212 «onderlinge duels» 19:00 uur (UTC+3) | Vadim Raţă 10' |       |            | Zimbrustadion, Chisinau Toeschouwers: 4.742 Scheidsrechter: Dmytro Koebrjak (UKR) |

|                                                                                    |                  |       |            | |
| 10 oktober UEFA Nations League Groep D1 № 213 «onderlinge duels» 20:45 uur (UTC+2) | Gibraltar        | 1 – 0 | San Marino | Europa Point Stadium, Gibraltar Toeschouwers: 677 Scheidsrechter: Felix Zwayer (GER) Video-assistent: Sören Storks (GER) |
| 10 oktober UEFA Nations League Groep D1 № 213 «onderlinge duels» 20:45 uur (UTC+2) | Ethan Britto 62' |       |            | Europa Point Stadium, Gibraltar Toeschouwers: 677 Scheidsrechter: Felix Zwayer (GER) Video-assistent: Sören Storks (GER) |

|                                                                         |                                 |       |            |                                                                                                  |
| 13 oktober Vriendschappelijk № 214 «onderlinge duels» 18:00 uur (UTC+2) | Andorra                         | 2 – 0 | San Marino | Estadi Nacional, Andorra la Vella Toeschouwers: onb. Scheidsrechter: Juan Martínez Munuera (ESP) |
| 13 oktober Vriendschappelijk № 214 «onderlinge duels» 18:00 uur (UTC+2) | Albert Rosas 10' Marc Pujol 39' |       |            | Estadi Nacional, Andorra la Vella Toeschouwers: onb. Scheidsrechter: Juan Martínez Munuera (ESP) |

|                                                                                     |                           |       |                        | |
| 15 november UEFA Nations League Groep D1 № 215 «onderlinge duels» 20:45 uur (UTC+1) | San Marino                | 1 – 1 | Gibraltar              | Stadio Olimpico, Serravalle Toeschouwers: 1.324 Scheidsrechter: Igor Pajač (CRO) Video-assistent: Fran Jović (CRO) |
| 15 november UEFA Nations League Groep D1 № 215 «onderlinge duels» 20:45 uur (UTC+1) | Nicola Nanni 90+2' (pen.) |       | 11' (pen.) Liam Walker | Stadio Olimpico, Serravalle Toeschouwers: 1.324 Scheidsrechter: Igor Pajač (CRO) Video-assistent: Fran Jović (CRO) |

|                                                                                     |               |       |                                                                      | |
| 18 november UEFA Nations League Groep D1 № 216 «onderlinge duels» 20:45 uur (UTC+1) | Liechtenstein | 1 – 3 | San Marino                                                           | Rheinparkstadion, Vaduz Toeschouwers: 1.157 Scheidsrechter: Jérémie Pignard (FRA) Video-assistent: Bastien Dechepy (FRA) |
| 18 november UEFA Nations League Groep D1 № 216 «onderlinge duels» 20:45 uur (UTC+1) | Aron Sele 40' |       | 46' Lorenzo Lazzari 66' (pen.) Nicola Nanni 76' Alessandro Golinucci | Rheinparkstadion, Vaduz Toeschouwers: 1.157 Scheidsrechter: Jérémie Pignard (FRA) Video-assistent: Bastien Dechepy (FRA) |

### 2025
|                                                                             |                                             |       |            | |
| 21 maart WK-kwalificatie Groep H № 217 «onderlinge duels» 19:00 uur (UTC+2) | Cyprus                                      | 2 – 0 | San Marino | AEK Arena - Georgios Karapatakis, Larnaca Toeschouwers: 2.336 Scheidsrechter: Andris Treimanis (LVA) Video-assistent: Kristaps Ratnieks (LVA) |
| 21 maart WK-kwalificatie Groep H № 217 «onderlinge duels» 19:00 uur (UTC+2) | Ioannis Pittas 55' Andronikos Kakoullis 86' |       |            | AEK Arena - Georgios Karapatakis, Larnaca Toeschouwers: 2.336 Scheidsrechter: Andris Treimanis (LVA) Video-assistent: Kristaps Ratnieks (LVA) |

|                                                                             |                     |       | | |
| 24 maart WK-kwalificatie Groep H № 218 «onderlinge duels» 20:45 uur (UTC+1) | San Marino          | 1 – 5 | Roemenië | Stadio Olimpico, Serravalle Toeschouwers: 3.556 Scheidsrechter: Damian Sylwestrzak (POL) Video-assistent: Piotr Lasyk (POL) |
| 24 maart WK-kwalificatie Groep H № 218 «onderlinge duels» 20:45 uur (UTC+1) | Samuele Zannoni 67' |       | 6' (e.d.) Michele Cevoli 44' Mihai Popescu 55' (pen.) Răzvan Marin 75' (pen.) Ianis Hagi 90+4' Denis Alibec | Stadio Olimpico, Serravalle Toeschouwers: 3.556 Scheidsrechter: Damian Sylwestrzak (POL) Video-assistent: Piotr Lasyk (POL) |

|                                                                           |                       |       |            | |
| 7 juni WK-kwalificatie Groep H № 219 «onderlinge duels» 15:00 uur (UTC+2) | Bosnië en Herzegovina | 1 – 0 | San Marino | Bilino Polje, Zenica Toeschouwers: 11.828 Scheidsrechter: Luís Godinho (POR) Video-assistent: André Narciso (POR) |
| 7 juni WK-kwalificatie Groep H № 219 «onderlinge duels» 15:00 uur (UTC+2) | Edin Džeko 66'        |       |            | Bilino Polje, Zenica Toeschouwers: 11.828 Scheidsrechter: Luís Godinho (POR) Video-assistent: André Narciso (POR) |

|                                                                            |            |   |            | |
| 10 juni WK-kwalificatie Groep H № 220 «onderlinge duels» 20:45 uur (UTC+2) | San Marino | – | Oostenrijk | Stadio Olimpico, Serravalle Toeschouwers: n.n.b. Scheidsrechter: Ondřej Berka (CZE) Video-assistent: Stuart Attwell (ENG) |
| 10 juni WK-kwalificatie Groep H № 220 «onderlinge duels» 20:45 uur (UTC+2) |            |   |            | Stadio Olimpico, Serravalle Toeschouwers: n.n.b. Scheidsrechter: Ondřej Berka (CZE) Video-assistent: Stuart Attwell (ENG) |

|                                                                                |            |   |                       |                                                    |
| 6 september WK-kwalificatie Groep H № 221 «onderlinge duels» 20:45 uur (UTC+2) | San Marino | – | Bosnië en Herzegovina | n.n.b. Toeschouwers: n.n.b. Scheidsrechter: n.n.b. |
| 6 september WK-kwalificatie Groep H № 221 «onderlinge duels» 20:45 uur (UTC+2) |            |   |                       | n.n.b. Toeschouwers: n.n.b. Scheidsrechter: n.n.b. |

|                                                                              |            |   |            |                                                    |
| 9 oktober WK-kwalificatie Groep H № 222 «onderlinge duels» 20:45 uur (UTC+2) | Oostenrijk | – | San Marino | n.n.b. Toeschouwers: n.n.b. Scheidsrechter: n.n.b. |
| 9 oktober WK-kwalificatie Groep H № 222 «onderlinge duels» 20:45 uur (UTC+2) |            |   |            | n.n.b. Toeschouwers: n.n.b. Scheidsrechter: n.n.b. |

|                                                                               |            |   |        |                                                    |
| 12 oktober WK-kwalificatie Groep H № 223 «onderlinge duels» 15:00 uur (UTC+2) | San Marino | – | Cyprus | n.n.b. Toeschouwers: n.n.b. Scheidsrechter: n.n.b. |
| 12 oktober WK-kwalificatie Groep H № 223 «onderlinge duels» 15:00 uur (UTC+2) |            |   |        | n.n.b. Toeschouwers: n.n.b. Scheidsrechter: n.n.b. |

|                                                                                |          |   |            |                                                    |
| 18 november WK-kwalificatie Groep H № 224 «onderlinge duels» 20:45 uur (UTC+1) | Roemenië | – | San Marino | n.n.b. Toeschouwers: n.n.b. Scheidsrechter: n.n.b. |
| 18 november WK-kwalificatie Groep H № 224 «onderlinge duels» 20:45 uur (UTC+1) |          |   |            | n.n.b. Toeschouwers: n.n.b. Scheidsrechter: n.n.b. |

FSGC · A-internationals · Bondscoaches · Statistieken · San Marino U21 · San Marino U19 · San Marino U18 · San Marino U17 · San Marino U16
1986 – 1989 · 1990 – 1999 · 2000 – 2009 · 2010 – 2019 · 2020 – 2029
2000 · 2001 · 2002 · 2003 · 2004 · 2005 · 2006
Albanië · 
Andorra ·
Azerbeidzjan ·
België · 
Bosnië en Herzegovina · 
Bulgarije ·
Canada ·
Cyprus ·
Denemarken ·
Duitsland · 
Engeland · 
Estland · 
Faeröer · 
Finland · 
Gibraltar · 
Griekenland · 
Hongarije · 
Ierland · 
IJsland ·
Israël · 
Italië · 
Kaapverdië ·
Kazachstan ·
Kosovo ·
Kroatië · 
Letland · 
Libanon · 
Liechtenstein · 
Litouwen · 
Luxemburg ·
Malta ·
Moldavië ·
Montenegro ·
Nederland · 
Noord-Ierland · 
Noorwegen ·
Oekraïne ·
Oostenrijk · 
Polen · 
Roemenië · 
Rusland · 
Saint Kitts en Nevis ·
Saint Lucia ·
Schotland · 
Servië en Montenegro · 
Seychellen ·
Slovenië · 
Slowakije · 
Spanje · 
Syrië ·
Tsjechië · 
Turkije · 
Wales · 
Wit-Rusland · 
Zweden · 
Zwitserland
Nederland (2011)
CONMEBOL: Argentinië · Bolivia · Brazilië · Chili · Colombia · Ecuador · Paraguay · Peru · Uruguay · Venezuela

UEFA: Albanië · Andorra · Armenië · Azerbeidzjan · België · Bosnië en Herzegovina · Bulgarije · Cyprus · Denemarken · Duitsland · Engeland · Estland · Faeröer · Finland · Frankrijk · Georgië · Gibraltar · Griekenland · Hongarije · IJsland · Ierland · Israël · Italië · Kazachstan · Kosovo · Kroatië · Letland · Liechtenstein · Litouwen · Luxemburg · Malta · Moldavië · Montenegro · Nederland · Noord-Ierland · Noord-Macedonië · Noorwegen · Oekraïne · Oostenrijk · Polen · Portugal · Roemenië · Rusland · San Marino · Schotland · Servië · Slovenië · Slowakije · Spanje · Tsjechië · Turkije · Wales · Wit-Rusland · Zweden · Zwitserland

AFC: Australië · China · Irak · Iran · Japan · Libanon · Oezbekistan · Oman · Qatar · Saoedi-Arabië · Syrië · Verenigde Arabische Emiraten · Vietnam · Zuid-Korea

CAF: Algerije · Burkina Faso · Congo-Kinshasa · Egypte · Ghana · Ivoorkust · Kaapverdië · Kameroen · Mali · Marokko · Nigeria · Senegal · Tunesië · Zuid-Afrika

CONCACAF: Canada · Costa Rica · Curaçao · El Salvador · Honduras · Jamaica · Mexico · Panama · Suriname · Verenigde Staten

OFC: Nieuw-Zeeland